# Chikuzan Takahashi
Chikuzan Takahashi (高橋 竹山, Takahashi Chikuzan), né Sadazō Takahashi (高橋 定蔵, Takahashi Sadazō) le 18 juin 1910 - mort le 5 février 1998, est un compositeur et interprète japonais de tsugaru-jamisen.

## Biographie
Chikuzan Takahashi naît dans le village de Kominato, à présent intégré dans le bourg de Hiranai dans la préfecture d'Aomori. Il perd la vue à environ deux ans des suites d'une rougeole avant de devenir apprenti auprès d'un artiste tsugaru shamisen nommé Toda Jūjirō près de sa ville natale. Avant la Seconde Guerre mondiale, il passe de nombreuses années en tournée dans la région de Tōhoku et en Hokkaidō à jouer sur les seuils des portes et essayant de gagner un peu d'argent comme il peut.
Après la guerre, sa renommée s'affirme, d'abord comme accompagnateur du célèbre interprète de chanson folklorique tsugaru Narita Unchiku (qui le surnomme « Chikuzan ») et par la suite comme interprète du répertoire tsugaru-jamisen. Ses représentations se déroulent pendant de nombreuses années dans une petite salle appelée Shibuya Jean-Jean dans l'arrondissement Shibuya de Tokyo, avec souvent de longues improvisations qu'il nomme « Iwaki » d'après la plus haute montagne de Tsugaru.
Son plus célèbre disciple, une femme qui a pris le nom Chikuzan Takahashi II, continue d'interpréter des versions du répertoire de Chikuzan Takahashi. Celui-ci a réalisé un grand nombre d'enregistrements, dont certains sont encore disponibles aujourd'hui.

## Cinéma
- 1973 : La Ballade de Tsugaru (津軽じょんがら節, Tsugaru jongara bushi?) de Kōichi Saitō (musique du film)
- 1977 : Chikuzan, le baladin aveugle (竹山ひとり旅, Chikuzan hitori tabi?), film biographique réalisé par Kaneto Shindō

## Source de la traduction
- (en) Cet article est partiellement ou en totalité issu de l’article de Wikipédia en anglais intitulé « Takahashi Chikuzan » (voir la liste des auteurs).